# Ferdinand Guillebot de Nerville
Louis François Ferdinand Guillebot de Nerville, né à Rodez le 9 avril 1858 et mort le 18 octobre 1931, est ingénieur des télégraphes et enseignant français ; premier directeur de l'École supérieure d'électricité, il fait partie des pionniers de l'électricité en France.

## Biographie

### Formation
Son père Jean Ludovic Guillebot de Nerville est polytechnicien, inspecteur général des mines et commandeur de la Légion d'honneur, sa mère est Anaïs Dumergue. Ferdinand est lycéen à Bordeaux, puis à Paris, au lycée Condorcet, et plusieurs fois lauréat du concours général. Il est admis en 1878 à l'École polytechnique, au 21e rang de sa promotion. De 1880 à 1882, il est élève-ingénieur à l’École supérieure de télégraphie, et obtient une licence de sciences physiques. C'est au cours de cette licence qu'il se fait remarquer par Ėleuthère Mascart, qui le choisit comme collaborateur lors du congrès d'électricité de Paris, lequel se tient en même temps que la première exposition internationale d'électricité. Parallèlement, il accomplit des missions pour le service de télégraphie militaire, d'abord comme chef de poste en avril 1881, puis sous-chef de section en 1884 et chef de section en 1885. Le ministère de la Guerre fera appel à lui à plusieurs reprises par la suite.
En 1882, il est ingénieur des Télégraphes, spécialisé dans les lignes souterraines et sous-marines, et accomplit en septembre - octobre une mission en Algérie et en Tunisie.

### Chercheur

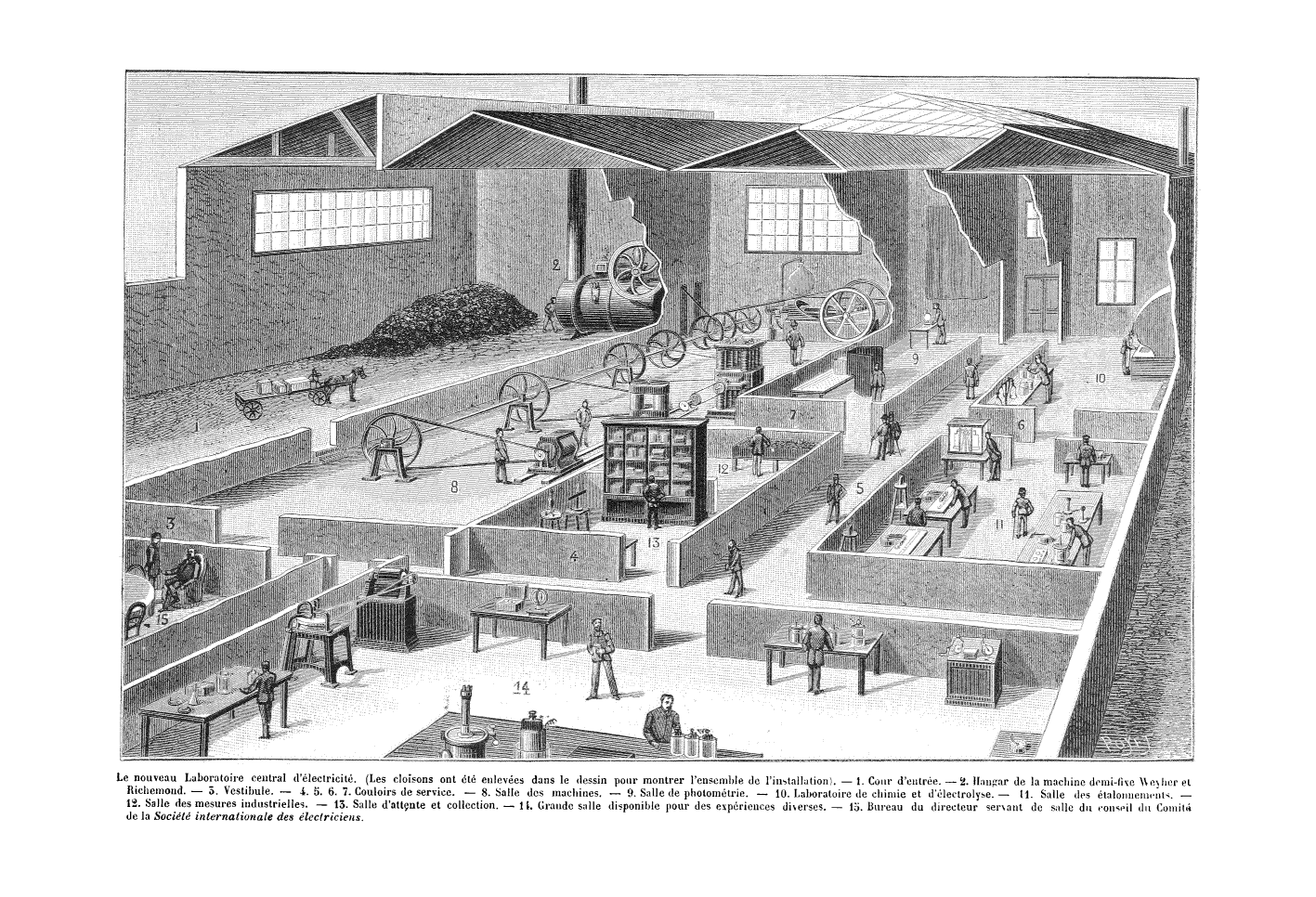
Laboratoire central d'électricité en 1888

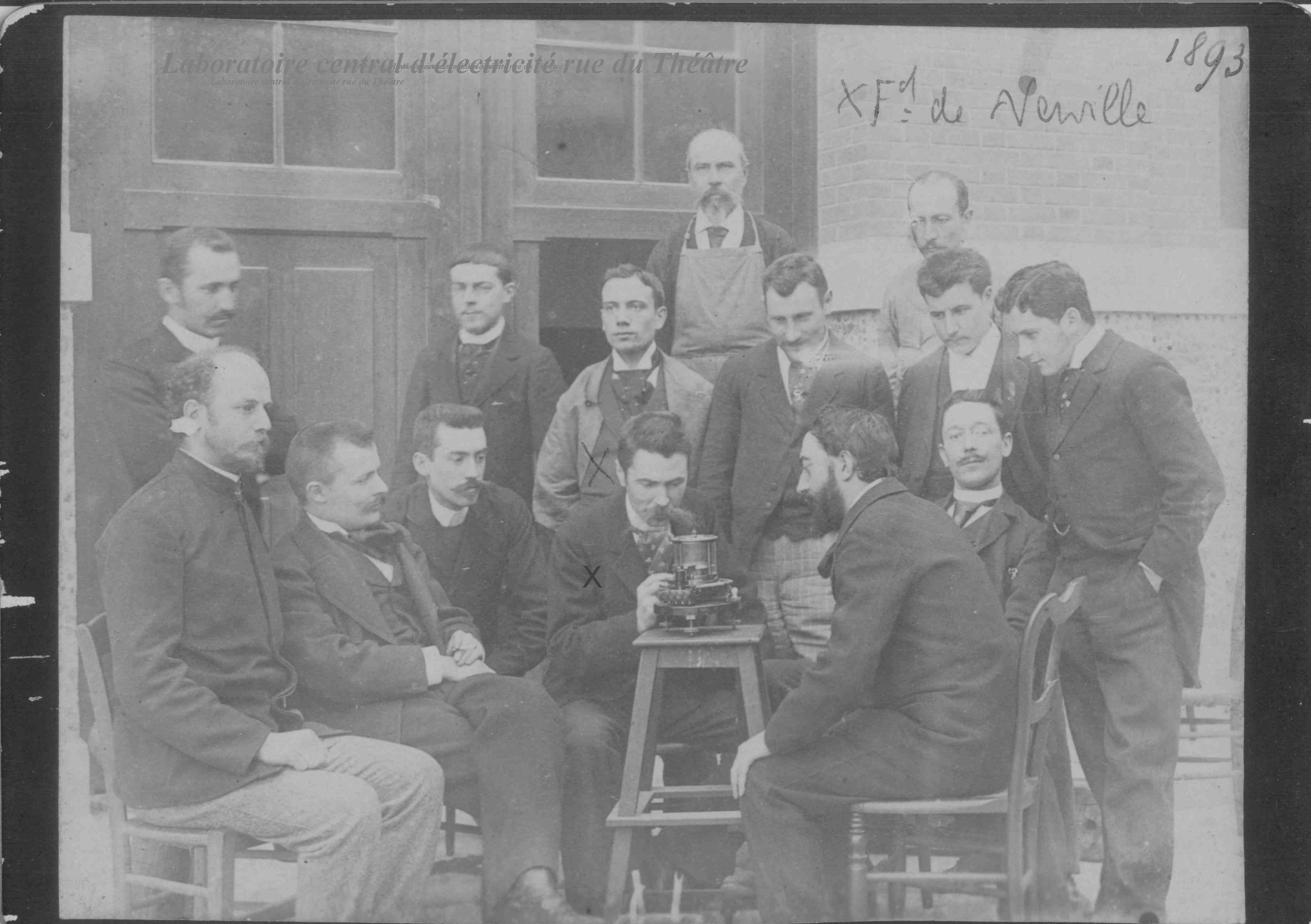
Ferdinand de Nerville et son équipe du laboratoire (1893)

En décembre 1882, il est attaché par le ministre à la commission française des unités électriques. Il s'oriente  donc vers la recherche en électricité et, en compagnie de Jean-René Benoît, travaille en 1883 auprès du physicien Éleuthère Mascart à la détermination de l'ohm étalon, unité absolue de résistance électrique. Après un intermède au cours de l'hiver 83-84 à l'usine de câbles sous-marins de La Seyne, il est nommé en avril 1884 secrétaire de la commission internationale des unités électriques. En 1885, il est chargé de l'organisation du bureau d'étalonnement des résistances électriques à l'administration des postes et télégraphes ; il devient ainsi un spécialiste reconnu de métrologie électrique.
En 1886, à l'initiative de la Société internationale des électriciens, la création d'un laboratoire central d'électricité (LCE) est décidée : L'argent fut accordé à la seule condition que la direction du laboratoire serait confiée à un ingénieur des Télégraphes. M. F. de Nerville, que ses travaux scientifiques désignaient particulièrement à l'attention du Comité, fut proposé comme directeur et agréé par le ministre. Nerville demande à son ancien maître, Éleuthère Mascart, d'entrer dans la Société internationale des électriciens pour l'aider dans la tâche ingrate qu'il avait acceptée, ce que fait Mascart, qui prend rapidement la présidence de la Société. Un local a été retenu rue du Théâtre, à hauteur de la place Saint-Charles dans le 15e. Malheureusement, l'électricité n'arrive pas encore rive gauche et il faut y suppléer. On installe donc une locomobile Weyber et Richemond fonctionnant au charbon (au fond à gauche sur le dessin), plus un moteur à gaz Lenoir.
Le laboratoire est inauguré en février 1888. Nerville est aidé par un préparateur, M. P. Bary, et à partir de 1891 par un chef de travaux, Eugène Vigneron. Il accueille au départ quatre élèves-stagiaires, admis sur titres mais devant pouvoir rendre des services à l'établissement. Leur participation peut être validée par un diplôme. On a donc dès 1888 les prémisses de la création d'une école d'électricité qui interviendra six ans plus tard. Les effectifs vont s'accroître au fil des ans (voir photo). Au total, entre 1888 et 1894, 95 élèves de toutes nationalités auront  reçu une instruction pratique. Des savants et ingénieurs auront en outre été autorisés à profiter de ses ressources pour y mener des expériences, tels qu'André Blondel sur la photométrie. Ce dernier écrit à son propos : A cette époque, F. de Nerville était une des personnalités les plus marquantes et les plus populaires du monde électrique français. Il ouvrait libéralement les portes du laboratoire à tous les chercheurs.
Les missions du laboratoire sont nombreuses : mesures de résistance, d'intensité et de force électromotrice, constantes des piles, des câbles et des fils, conductibilité, résistance d'isolement, dynamos, compteurs électriques, condensateurs, photométrie, galvanomètres, etc. Dans la période 1888-1894, pas moins de 1300 essais ayant donné lieu à l'établissement de certificats seront menés. Parmi les travaux marquants, Nerville a répété avec succès les expériences de Hertz en 1889. Faites en collaboration avec Jules Joubert, ces expériences eurent un grand retentissement en France et contribuèrent à faire connaître dans le monde des ingénieurs les remarquables découvertes de Hertz. Les services du laboratoire effectuèrent également l'étude et les essais des compteurs électriques présentés au concours organisé par la ville de Paris en 1891.

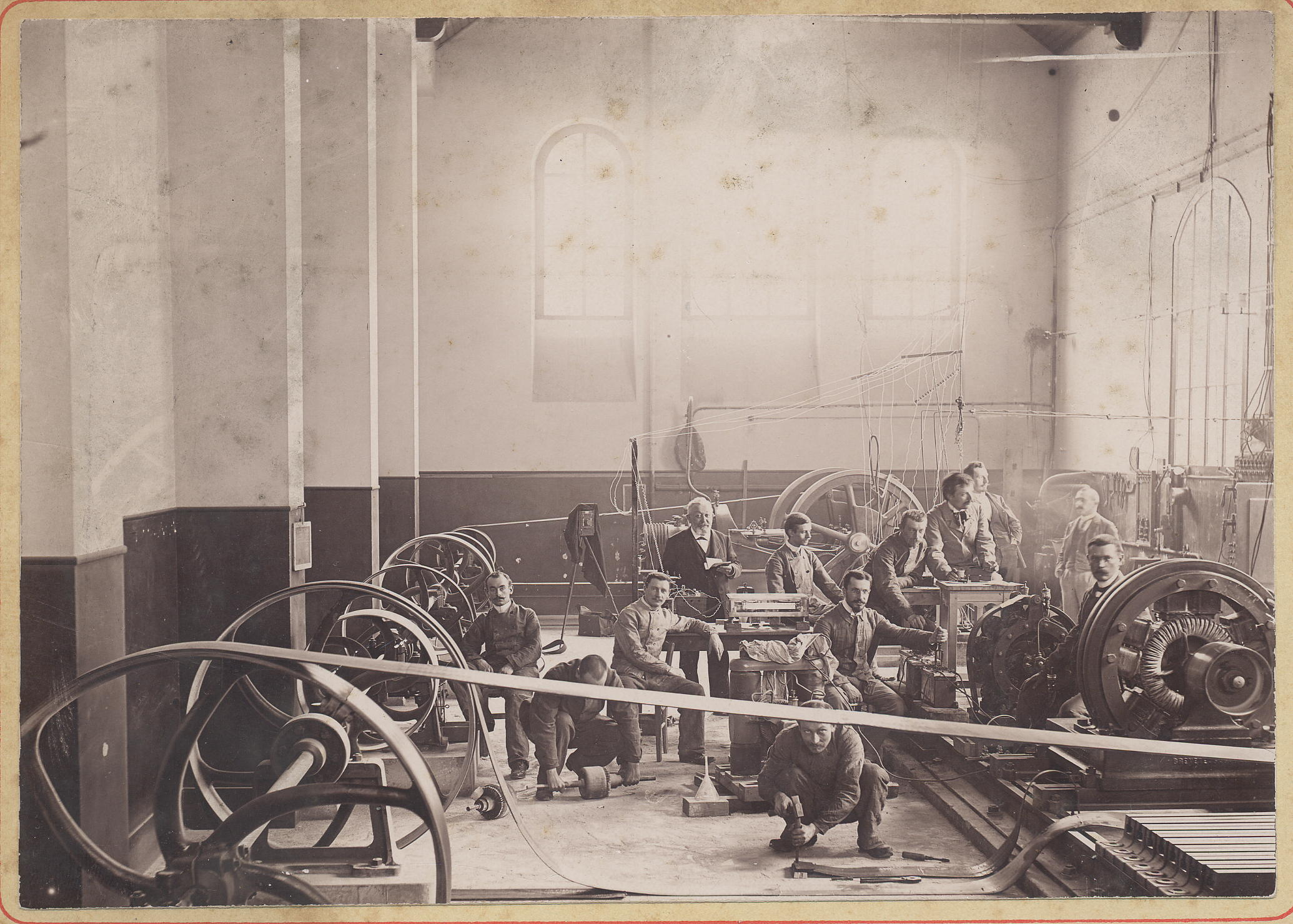
Le laboratoire d'électricité rue de Staël (collection Nerville)

Hors les murs, Nerville réalise encore des expériences d'éclairage dans divers établissements de Paris, à l'Hippodrome, à l'Opéra, à l'hôtel Continental, au poste central des Télégraphes, aux Halles centrales, à l'occasion de l'exposition universelle de 1889. Comme plus tard pour l'exposition universelle de 1900, Nerville est largement mis à contribution : il est membre de la section électricité de l'exposition, et secrétaire du congrès des électriciens qui se tient en même temps.
En juin 1893, le laboratoire, dont les locaux (un ancien hangar) laissaient à désirer, quitte la rue du Théâtre pour la rue de Staël, dans des locaux neufs construits sur un terrain mis à disposition par la ville de Paris. Ses nouvelles installations vont lui permettre d'accroître son rôle de pépinière de chercheurs en électricité.

### Enseignant
En 1891, Nerville est nommé professeur à l'École supérieure des postes et télégraphes, responsable du cours d'applications industrielles d'électricité. Il s'agit, historiquement, du premier cours d'électricité industrielle en France. Il conserve cette chaire jusqu'en 1909.
En 1894, à l'initiative d'Éleuthère Mascart et de la Société internationale des électriciens, l’École d'applications d'électricité (EAE) est créée, et Nerville est chargé de son organisation et de sa direction. Lors de sa visite rue de Staël au début de l'été, Max de Nansouty avait d'ailleurs noté : La direction du laboratoire, personnifiée par le savant et sympathique M. de Nerville, a une ambition plus grande encore, celle d'annexer au laboratoire une véritable école d'application électrique. Actuellement, il n'existe pas en France un seul établissement où un jeune homme puisse acquérir une instruction électrique de l'ordre de celle qui s'acquiert à Liège ou à Zurich. Il est probable qu'on va aller résolument dans cette voie à la rentrée prochaine. On retrouve le même schéma que pour le laboratoire : l'impulsion vient d'ailleurs mais c'est Nerville qui est chargé de concrétiser le projet.

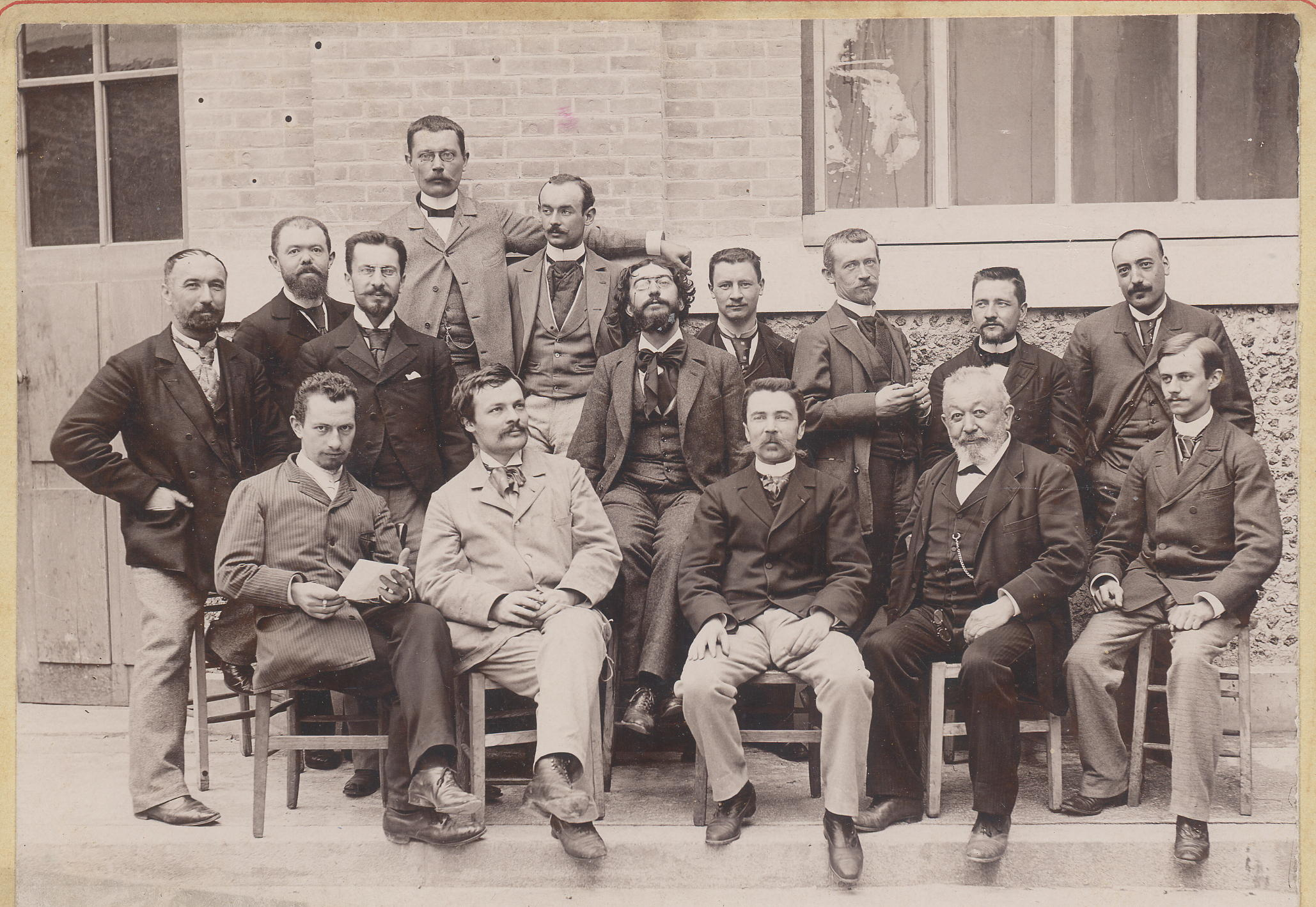
Enseignants et élèves de l'École d'applications d'Électricité en 1895, Nerville au centre (collection Nerville)

Il ne part pas de zéro car Mascart avait préparé le terrain en imposant par exemple aux élèves du laboratoire de suivre des conférences sur les mesures électriques, de sorte que l'année de stage s'est transformée peu à peu en une année de spécialisation en électricité. Bien entendu, Nerville installe l'école rue de Staël, à côté des locaux du laboratoire. Les cours commencent en novembre et la durée des études est d'un an. Nerville, aidé par Vigneron, est responsable de la presque totalité de l'enseignement. Paul Janet, qui succédera à Nerville, a été recruté pour donner des cours d'électrochimie. Il n'y a alors que douze élèves. En 1896, l'école changera de nom pour s'appeler École supérieure d'électricité, prélude à une séparation avec le laboratoire.
À l'été 1895, Nerville considère sa mission comme terminée. Il quitte à la fois le laboratoire et l'école, pour retourner à l'administration des PTT, au service des câbles sous-marins. Il est notamment chargé de la pose du câble New York - Cap Haïtien et du  Direct Brest - Cape Cod (1897),. Il accomplira plusieurs autres missions de pose de câbles par la suite.
A l'occasion de l'exposition universelle de 1900, on fait à nouveau appel à Nerville : il sera membre adjoint du jury de l'exposition, et rapporteur au congrès des électriciens qui se tient en même temps.
Il a conservé sa chaire à l’École supérieure des PTT et, en 1901, il accepte un poste de professeur adjoint à l'École nationale des ponts et chaussées que lui propose  André Blondel. Il sera professeur titulaire par la suite jusqu'en 1930. Blondel note qu'il a eu la joie de compter son fils François parmi ses élèves. Il donne également des enseignements d'électricité industrielle à l'École supérieure d'aéronautique (1927-1929).
Il a participé à de nombreuses commissions sur les applications de l'électricité à l'industrie et aux transmissions, ainsi qu'à des congrès internationaux. En 1904, il est ainsi l'un des quatre délégués français au congrès d'électricité de Saint-Louis (USA), aux côtés d'Henri Poincaré, Gustave Ferrié et Alfred Dennery, et, en 1908, il représente la France, avec Mascart et Jean-René Benoît, à la conférence internationale sur les unités électriques tenue à Londres.

## Distinction
- Il est chevalier de la Légion d'honneur[26].

## Vie privée

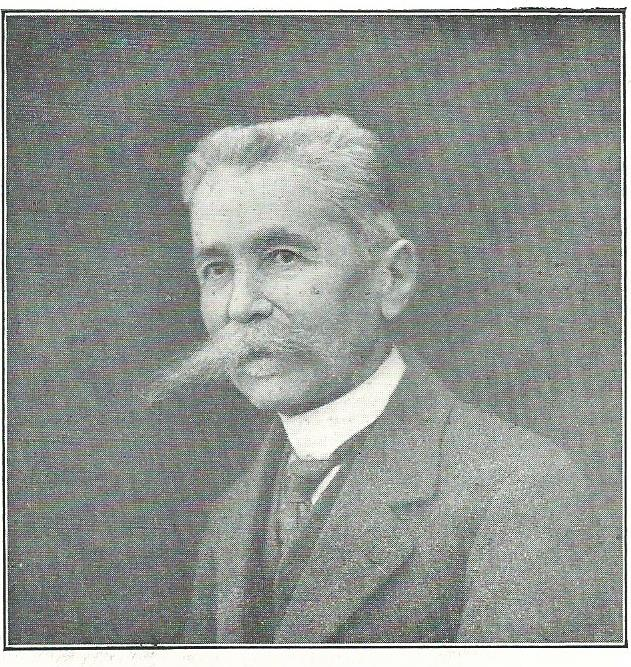
Ferdinand de Nerville (collection Nerville)

Ferdinand de Nerville avait épousé Marie-Anne Champy, sœur de Louis (X Mines, 1889, major). Il est mort le 18 octobre 1931 dans sa propriété de Basseau, près d'Angoulême (Charente), laissant trois enfants, dont François (X 1916). Dans la descendance, on trouve encore Louis-François Richard (X Mines, 1987).

## Ouvrages
- Résumé d'expériences sur la détermination de l'ohm et de sa valeur en colonne mercurielle, 1884
- Expériences sur la charge et la décharge d'un condensateur à travers une résistance quelconque, 1882
- Protection contre les effets nuisibles de l'électricité, 1928
- Notices et souvenirs de famille, 1934